# Onychocerus concentricus
Onychocerus concentricus là một loài bọ cánh cứng trong họ Cerambycidae.